# Bộ Lập (立)
Bộ Lập, bộ thứ 117 có nghĩa là "đứng" hoặc "thành lập" là 1 trong 23 bộ có 5 nét trong số 214 bộ thủ Khang Hy.
Trong Từ điển Khang Hy có 101 chữ (trong số hơn 40.000) được tìm thấy chứa bộ này.

## Tự hình Bộ Lập (立)

Giáp cốt văn
Kim văn
Tiểu triện

## Chữ thuộc Bộ Lập (立)
| Số nét bổ sung | Chữ                     |
| -------------- | ----------------------- |
| 0              | 立                      |
| 2              | 竌 竍                   |
| 3              | 竎 竏                   |
| 4              | 竐 竑 竒 竓 竔 竕 竖 竗 |
| 5              | 竘 站 竚 竛 竜 竝 竞    |
| 6              | 竟 章 竡                |
| 7              | 竢 竣 竤 童 竦 竧       |
| 8              | 竨 竩 竪 竫             |
| 9              | 竬 竭 竮 端 竰          |
| 11             | 竱                      |
| 12             | 竲 竳 竴                |
| 13             | 竵                      |
| 15             | 競 竷                   |
| 17             | 竸                      |